# Ёкомицу, Риити
Риити Ёкомицу (яп. 横光利一 Ёкомицу Риити, 17 марта 1898, деревня Хигасияма — 30 декабря 1947, Токио) — японский писатель
, основатель и руководитель группы неосенсуалистов «Синканкаку-ха», находившейся под влиянием европейского авангарда начала XX века.
К числу его наиболее известных произведений относятся эссе «О неосенсуализме» (1925), роман «Шанхай» (1928), рассказы.

## Биография
Родился в префектуре Фукусима в семье железнодорожного инженера, в апреле 1904 года поступил в начальную школу в Оцу, которую окончил в 1911 году; в детстве много занимался спортом. В 1916 году поступил в университет Васэда в Токио (в 1917 году временно оставил обучение из-за нервного срыва) и вскоре начал печататься как литератор; начал с публикаций в некоммерческих журналах-додзинси «Улица» и «Башня». В 1923 году присоединился к штату литературного журнала «Бунгэй», вскоре став одним из наиболее известных его авторов благодаря рассказам «Солнце» и «Полёт». В 1924 году перешёл в «Литературную эпоху», где был коллегой Ясунари Кавабаты. Был противником натурализма и пролетарской литературы.
На рубеже 1920-х и 1930-х годов тяжело переживал смертельную болезнь супруги, что отразилось на некоторых его произведениях. В 1936 году полгода провёл в Европе.
Во время Второй мировой войны поддерживал политику правительства, одобрял явление камикадзе; в январе (по другим данным, в июне) 1945 года из-за угрозы бомбардировок был эвакуирован с семьёй в Ямагату. После поражения Японии в войне из-за своих взглядов подвергся обструкции и уголовному преследованию; его называли «военным преступником от литературы»; писать, несмотря на это, продолжал до конца жизни.
Скончался от перитонита, вызванного осложнением язвы желудка.